# Bolnišnična pljučnica
Bolnišnična pljučnica je pljučnica, ki se pojavi pri bolniku 48 ur ali več po sprejemu v bolnišnico ter ob sprejemu bolnika v bolnišnico ni bila v obdobju inkubacije. Povzročitelj je najpogosteje bakterija, redkeje virus ali gliva.
Predstavlja pomemben vzrok obolevnosti in smrtnosti med bolniki v bolnišnicah. Je druga najpogostejša bolnišnična okužba (za okužbami sečil), v enotah intenzivnega zdravljenja pa celo najpogostejša bolnišnična okužba ter je vodilni vzrok smrti zaradi bolnišničnih okužb pri kritično bolnih.
Bolnišnična pljučnica zahteva ustrezno zdravljenje; pomembna je pravočasna uvedba ustreznega antibiotika (za zdravljenje bakterijske pljučnice). Terapija je v ob uvedbi načeloma izkustvena in temelji poleg farmakoloških značilnosti antibiotika tudi na lokalnih epidemioloških podatkih in dejavnikih tveganja za okužbo.
Podvrsta bolnišničnih pljučnic so pljučnice ob umetnem predihavanju, ki se pojavi pri bolniku, ki ga umetno predihavajo. Pojavi se več kot 48 do 72 ur po vstavitvi dihalne cevke v sapnik.

## Diagnoza
Za potrditev diagnoze mora bolnik poleg časovnega okvira (več kot 48 ur po sprejemu v bolnišnico oz. več kot 48 do 72 ur po vstavitvi dihalne cevke) zadostiti kliničnim merilom, in sicer:
- novonastali ali napredovali vnetni infiltrati, vidni na radiološki preiskavi, in
- najmanj dva izmed teh kazalnikov:
  - zvišana ali znižana telesna temperatura (pod 36 °C ali ≥ 38,3 °C),
  - koncentracija belih krvničk manj kot 5 × 109/L oz. več kot 10 × 109/L,
  - gnojen izmeček ali trahealni aspirat.

## Povzročitelji
Povzročitelj je najpogosteje bakterija, redkeje virus ali gliva.

### Bakterije
Najpogostejši povzročitelji so gramnegativne aerobne bakterije (Pseudomonas aeruginosa, Enterobacter spp., Acinetobacter spp., Klebsiella pneumoniae, E. coli), ki so pogosto tudi odporne proti številnim antibiotikom, in grampozitivni koki (Streptococcus pneumoniae, Staphylococcus aureus – zlasti MRSA).

### Virusi
Virusi redkeje povzročijo bolnišnično pljučnico. V primeru virusne pljučnice je ta običajno kombinirana z bakterijsko. Med povzročitelji so na primer herpesvirusi, predvsem virus herpesa simpleksa in citomegalovirus (CMV), ter klasični respiratorni virusi (influenca A, parainfluenca, respiratorni sincicijski virus, metapnevmovirus, adenovirus). Respiratorni virusi so pogosti povzročitelji doma pridobljene pljučnice, njihova vloga pri nastanku bolnišnične pljučnice pa ni popolnoma jasna.

### Glive
Tudi glive (na primer Candida spp.) so možen, a redek povzročitelj bolnišnične pljučnice.

## Dejavniki tveganja
Obstaja več dejavnikov tveganja, povezanih z razvojem bolnišnične pljučnice:
- starost,[9]
- imunska pomanjkljivost;[9]
- operativni poseg;[9]
- naseljenost zgornjih dihal in prebavil s patogenimi klicami;[11]
- intubacija in mehansko predihavanje;[11]
- okoljski dejavniki (kontaminirana voda, medicinska oprema in pripravki, ki se uporabljajo na primer pri predihavanju pacienta)[11];

## Zdravljenje
Najpogostejši vzrok bolnišničnih pljučnic so bakterije, ki pa pogosto tudi izkazujejo odpornost proti številnim antibiotikom. Potrebno je ustrezno zdravljenje; pomembna je pravočasna uvedba ustreznega antibiotika (za zdravljenje bakterijske pljučnice). Terapija je ob uvedbi načeloma izkustvena in temelji poleg farmakoloških značilnosti antibiotika tudi na lokalnih epidemioloških podatkih in dejavnikih tveganja za okužbo. Kasneje se glede na izvide mikrobioloških preiskav antibiotično zdravljenje prilagodi, in sicer se zdravljenje nadaljuje z antibiotiki ožjega spektra ter se zmanjša število protimikrobnih zdravil.